# Jüdischer Friedhof (Langfuhr)

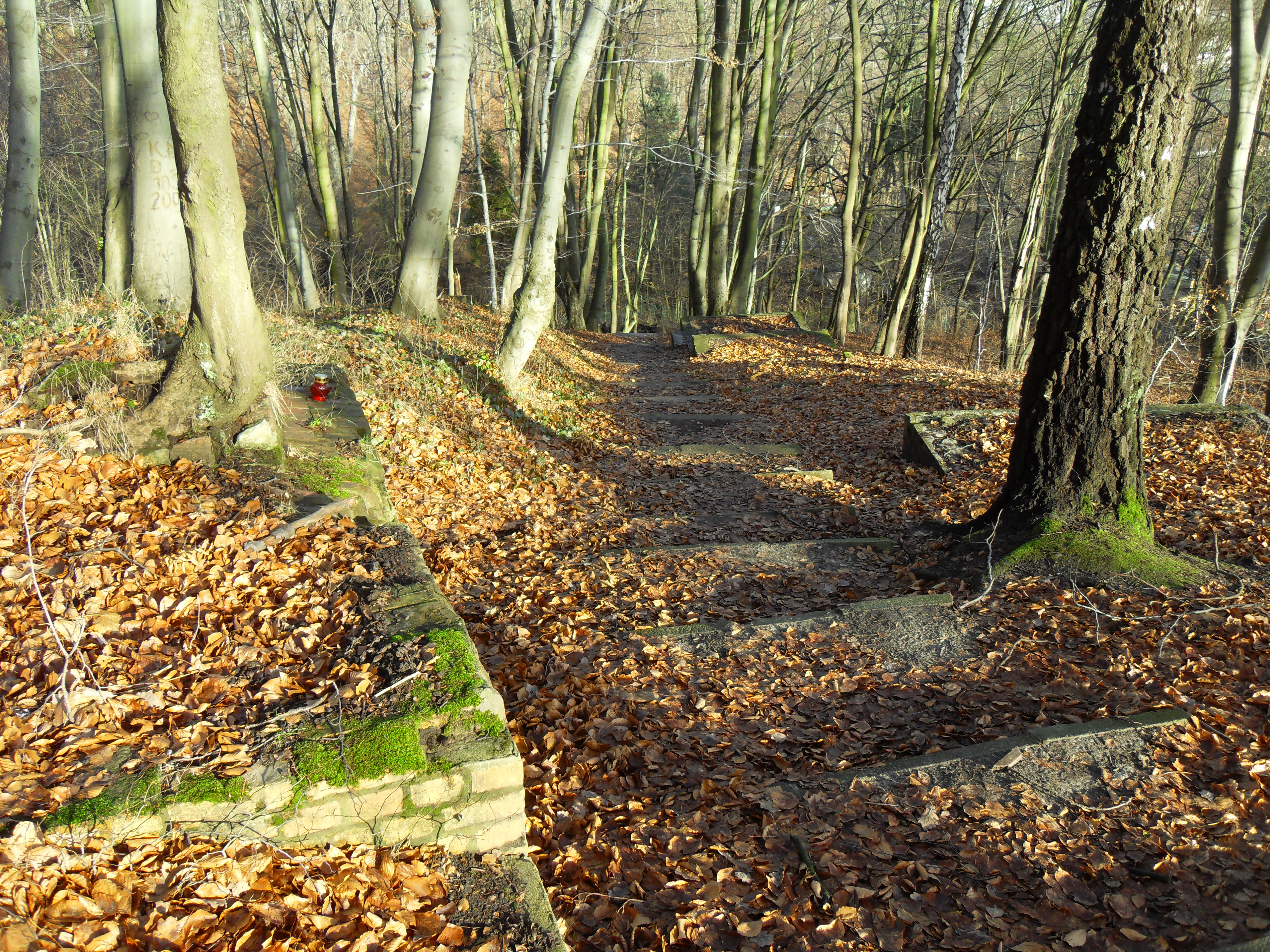
Jüdischer Friedhof in Langfuhr (Wrzeszcz)

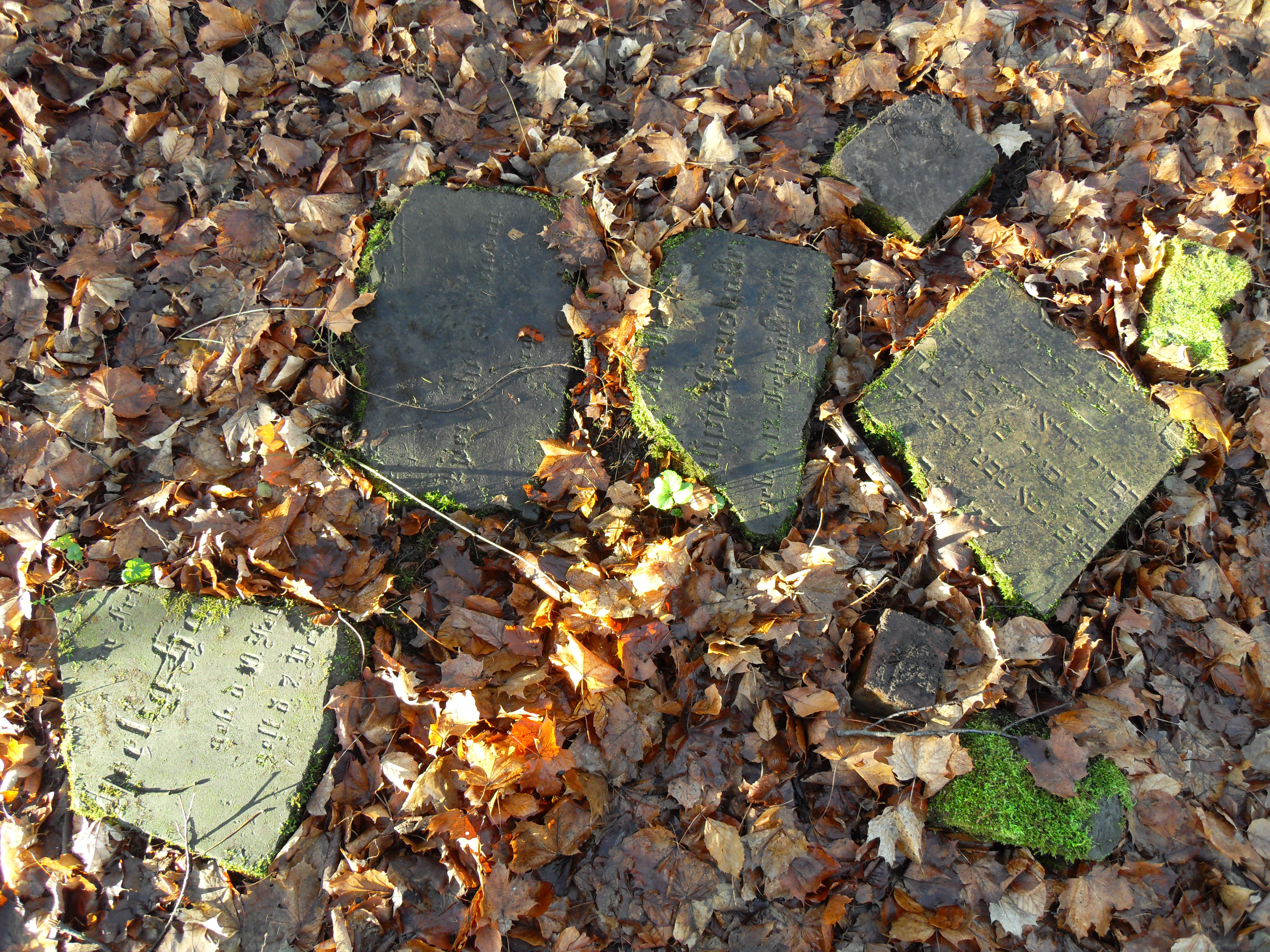
Bruchstücke von Grabtafeln

Der Jüdische Friedhof in Langfuhr, einem Stadtteil von Danzig in der polnischen Woiwodschaft Pommern, wurde im 18. Jahrhundert angelegt. Der Jüdische Friedhof, auf dem nördlichen Abhang der Królewskie Wzgórze (Königshöhe) an der Straße ulica Romualda Traugutta, ist heute ein öffentlich zugänglicher Park und kein geschütztes Kulturdenkmal.

## Geschichte
In Langfuhr (poln. Wrzeszcz) hatten sich die ersten Juden in den 1680er Jahren vor den Toren der Stadt Danzig niedergelassen. Die große jüdische Gemeinde zählte 1765 230 Mitglieder. Der Friedhof wurde Mitte des achtzehnten Jahrhunderts eingerichtet. Die erforderlichen Dienste leistete bis 1775 die Beerdigungsbruderschaft der Gemeinde in Altschottland.
Eine eigene Synagoge, die man später als Alte Synagoge bezeichnete, wurde 1775 am Markt in Langfuhr erbaut und bestand bis 1887, als die gemeinsame Große Synagoge aller Danziger Reformgemeinden eröffnet wurde.
Um 1814 wurde der Friedhof während der Napoleonischen Kriege zum größten Teil zerstört; Langfuhr wurde in Danzig eingemeindet. 1823 wurde er wieder in Stand gesetzt und neu angelegt.
Unter dem Druck der in der Freien Stadt Danzig regierenden Nationalsozialisten beschloss die Jüdische Gemeinde Ende 1938 ihre Auflösung. Um die Auswanderung der Gemeindemitglieder zu finanzieren, wurde auch der Israelitische Friedhof in Langfuhr verkauft. Die letzte Belegung erfolgte im Januar. Seitdem und besonders nach der behördlichen Schließung 1942 fielen die Gräber der Verwüstung anheim. Heute sind auf der Fläche von 0,35 Hektar nur noch 7 Grabsteine erhalten, der älteste stammt aus dem Jahr 1823.
Lange Zeit wurde vermutet, dass eine in den 1970er Jahren angelegte Treppe über den Bergrücken aus jüdischen Grabsteinen erbaut wurde. Erst 2014 stand fest, dass die so genannte Treppe der Schande (schodami hańby) aus christlichen Grabsteinen angelegt wurde.